# Stensjön (Gränna socken, Småland)
Stensjön är en sjö i Jönköpings kommun i Småland och ingår i Motala ströms huvudavrinningsområde. Sjön har en area på 0,193 kvadratkilometer och ligger 188 meter över havet.

## Delavrinningsområde
Stensjön ingår i delavrinningsområde (643749-143063) som SMHI kallar för Mynnar i Noen. Delavrinningsområdets medelhöjd är 225 meter över havet och ytan är 46,56 kvadratkilometer. Det finns inga delavrinningsområden uppströms utan avrinningsområdet är högsta punkten. Vattendraget som avvattnar delavrinningsområdets har biflödesordning 4, vilket innebär vattnet flödar genom totalt 4 vattendrag innan det når havet efter 209 kilometer. Delavrinningsområdet består mestadels av skog (73 %) och jordbruk (15 %). Avrinningsområdet har 1,32 kvadratkilometer vattenytor vilket ger avrinningsområdet en sjöprocent på 2,8 %.